# سالن دبیرستان ایرانشهر
سالن دبیرستان ایرانشهر مربوط به دوره پهلوی است و در کرمان، خیابان زریسف، خیابان برزو آمیغی واقع شده و این اثر در تاریخ ۲۸ فروردین ۱۳۸۰ با شمارهٔ ثبت ۳۷۱۳ به‌عنوان یکی از آثار ملی ایران به ثبت رسیده است.